# João Antonio Corrêa
João Antônio Corrêa (São Gonçalo,  — , ) foi um político e proprietário rural brasileiro, que viveu entre o final do século XVIII e o início do século XIX. Foi também major da Guarda Nacional.

## Biografia
João Antonio Corrêa era filho de Antonio Corrêa Ximenes, senhor de engenho em São Gonçalo, e de Francisca Ignácia Botelho, nascida no Fayal, Açores. Descendente da família de cristãos-novos Correia Ximenes, João, assim como grande parte de seus antepassados ruralistas, constituiu-se num próspero fazendeiro em São Gonçalo, sendo proprietário da Fazenda do Porto Novo.
Foi almotacel em Niterói, em 1823. Em 1829 foi eleito vereador na primeira eleição para a Câmara Municipal de Niterói, após a promulgação da Lei Orgânica dos Municípios Brasileiros, reelegendo-se por mais um mandato em 1834.
De seu casamento com sua prima em segundo grau, Ignez Maria de Jesus, nasceram os filhos Justino José Corrêa (? – 11 de março de 1852) e o padre Zeferino José Corrêa (? – 17 de novembro de 1871, que assim como seu pai, foi também político em São Gonçalo e Niterói. Mais tarde, seu filho Justino casaria-se com Angélica Maria de Jesus, filha de seu contemporâneo na Câmara Municipal de Niterói, Marcolino Antonio Leite, presidente daquela casa.